# Zaturia
Zaturia, Zaturja (biał. Затур’я) – wieś na Białorusi położona w rejonie nieświeskim, w obwodzie mińskim, w sielsowiecie Siejłowicze. 
Miejscowość jest siedzibą erygowanej w 2014 r. parafii prawosławnej pw. św. Jana Chrzciciela.

## Historia
Miejscowość wzmiankowana w Summaryuszu zebrania dochodów z 1587 roku jako jedno z dóbr należących do Mikołaja Radziwiłła.
W dwudziestoleciu międzywojennym leżała w Polsce, w województwie nowogródzkim, w powiecie nieświeskim, w gminie Howiezna. W 1921 miejscowość liczyła 719 mieszkańców, zamieszkałych w 143 budynkach, w tym 176 Polaków i 3 Białorusinów. 532 mieszkańców było wyznania prawosławnego, 173 rzymskokatolickiego, 11 mojżeszowego i 3 muzułmańskiego. Wieś położona była wówczas w pobliżu granicy ze Związkiem Sowieckim.
Po II wojnie światowej w granicach Związku Sowieckiego. Od 1991 w niepodległej Białorusi.